# Königlich-Sächsische Baugewerkenschule Leipzig
Die Königlich-Sächsische Baugewerkenschule Leipzig war eine staatliche Fachschule in Leipzig für Architekten und technische Bauberufe, die 1838 gegründet wurde und mit ihren Nachfolgeeinrichtungen bis 1994 bestand. Spätere Namen waren Königlich Sächsische Bauschule Leipzig, Sächsische Staatsbauschule Leipzig, Staatsbauschule Leipzig, Ingenieurschule für Bauwesen Leipzig sowie Ingenieurschule Leipzig – Fachschule für Bauwesen.

## Geschichte

### Königlich-Sächsische Baugewerkenschule Leipzig

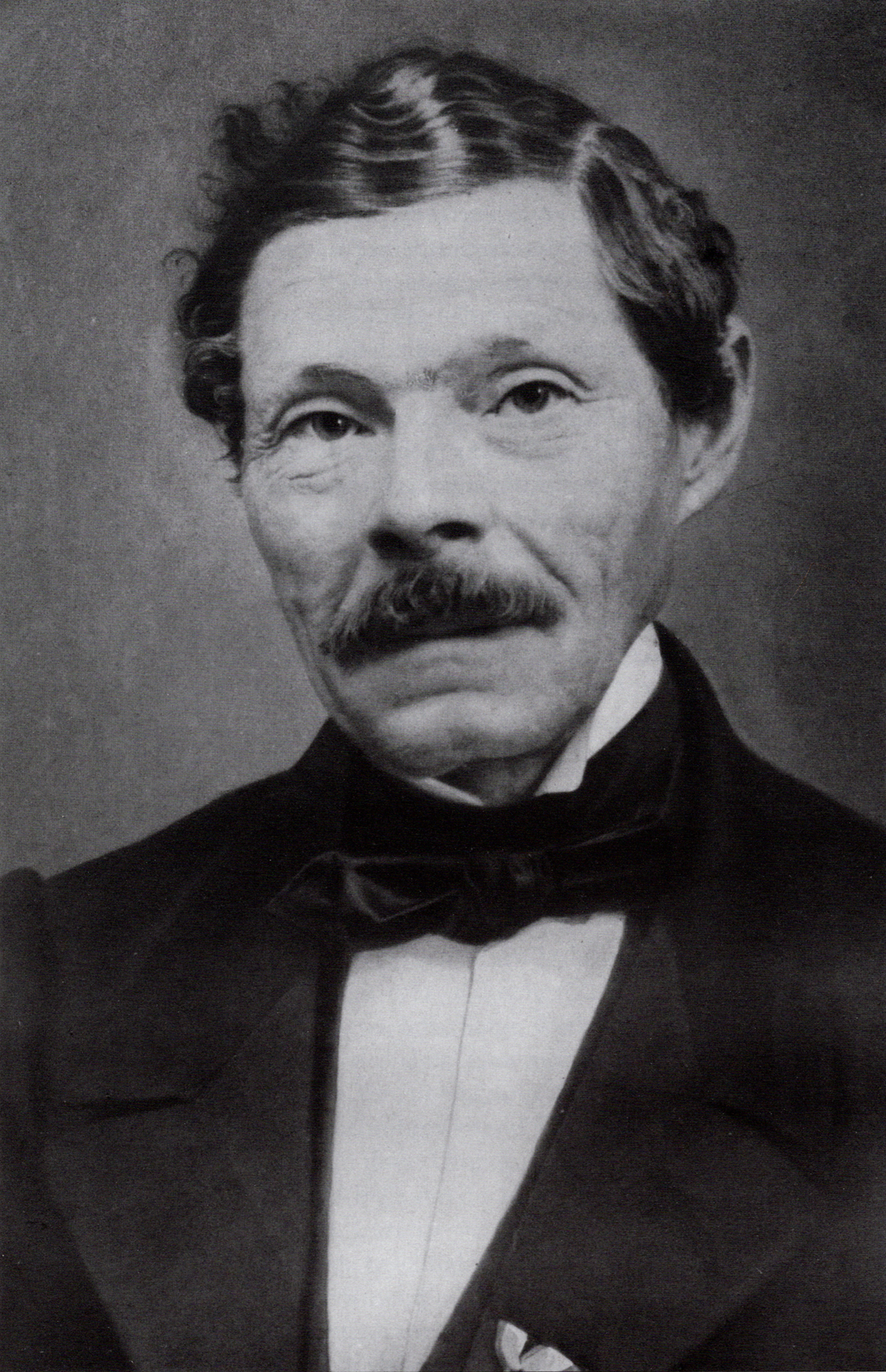
Albert Geutebrück im Jahr seiner Pensionierung als Direktor, 1863

Der Architekt Albert Geutebrück, seit 1823 Leiter der Abteilung Baukunst (offizieller Name: Erlernen des Linearzeichnens im allgemeinen sowie in seinen besonderen Abzweigungen für die Baukunst und deren Hilfsgewerbe) an der Leipziger Kunstakademie, reichte im November 1828 der kursächsischen Landes-Ökonomie-, Manufaktur- und Kommerziendeputation einen ausführlichen Vorschlag ein, die Abteilung umfassend zu erweitern. Diese Bitte blieb ebenso erfolglos wie der von ihm 1833 eingereichte Plan zum Ausbau der Abteilung zu einer Kunst- und Handwerksschule. Am 13. Juli 1838 wurde ein Dekret erlassen, die Baukunstabteilung der Akademie mit einer neu zu errichtenden Baugewerkeschule zu vereinen. Geutebrück wurde zum Direktor berufen. Am 8. Oktober 1838 wurde in der Pleißenburg die Königlich-Sächsische Baugewerkenschule Leipzig mit drei Klassen und zunächst insgesamt 28 Schülern eröffnet. Die Ausbildung dauerte zunächst 12 Monate, aufgeteilt in zwei Halbjahreskurse, die jeweils nur zwischen Oktober (nach Michaelis) und Ostern abgehalten wurden (Unter- bzw. Oberstufe). Das Mindestalter für die Aufnahme in die Schule betrug anfangs 14 Jahre, eine sechsmonatige praktische Tätigkeit wurde vorausgesetzt. Das zu entrichtende Schulgeld betrug zunächst vier, später fünf Taler, und konnte auf Antrag erlassen werden.
Der wöchentliche Unterricht setzte sich anfangs wie folgt zusammen:
- Architektonisches Zeichnen (Unter- und Oberstufe, zwölf Stunden)
- Freies Handzeichnen (Unter- und Oberstufe, vier Stunden)
- Enzyklopädie der Bauwissenschaften (Unterstufe, sechs Stunden)
- Mathematik (Unterstufe, acht Stunden)
- Orthographie und stilistische Übungen (Unterstufe, drei Stunden)
- Fertigung von Baurissen und Anschlägen (Oberstufe, vier Stunden)
- Maurer- und Zimmerkunst (Oberstufe, vier Stunden)
- Mechanik (Oberstufe, vier Stunden)[2]

In der Kunstakademie blieb die Abteilung für Baukunst auch für die Absolventen der Baugewerkeschule erhalten, hier konnte man sich in den Sommermonaten unter anderem in Architekturtheorie, Kunstgeschichte, Formenlehre, höhere Mathematik und Buchführung weiterbilden. Akademie und Baugewerkenschule verstärkten sich gegenseitig mit Lehrern, sie nutzten die gleichen Lehrmittel und Unterrichtsräume. Zu den letzteren zählten ein Zeichensaal, ein Zimmer für Vorlesungen, ein Raum für Architekturmodelle, die Bibliothek und eine kleine Modellbauwerkstatt. Der Unterricht im Freihandzeichnen fand für die Malerklassen der Kunstakademie und die Baugewerkenschule in einem Saal gemeinsam statt. In den ersten Jahren gab es vier Lehrende in der Schule.

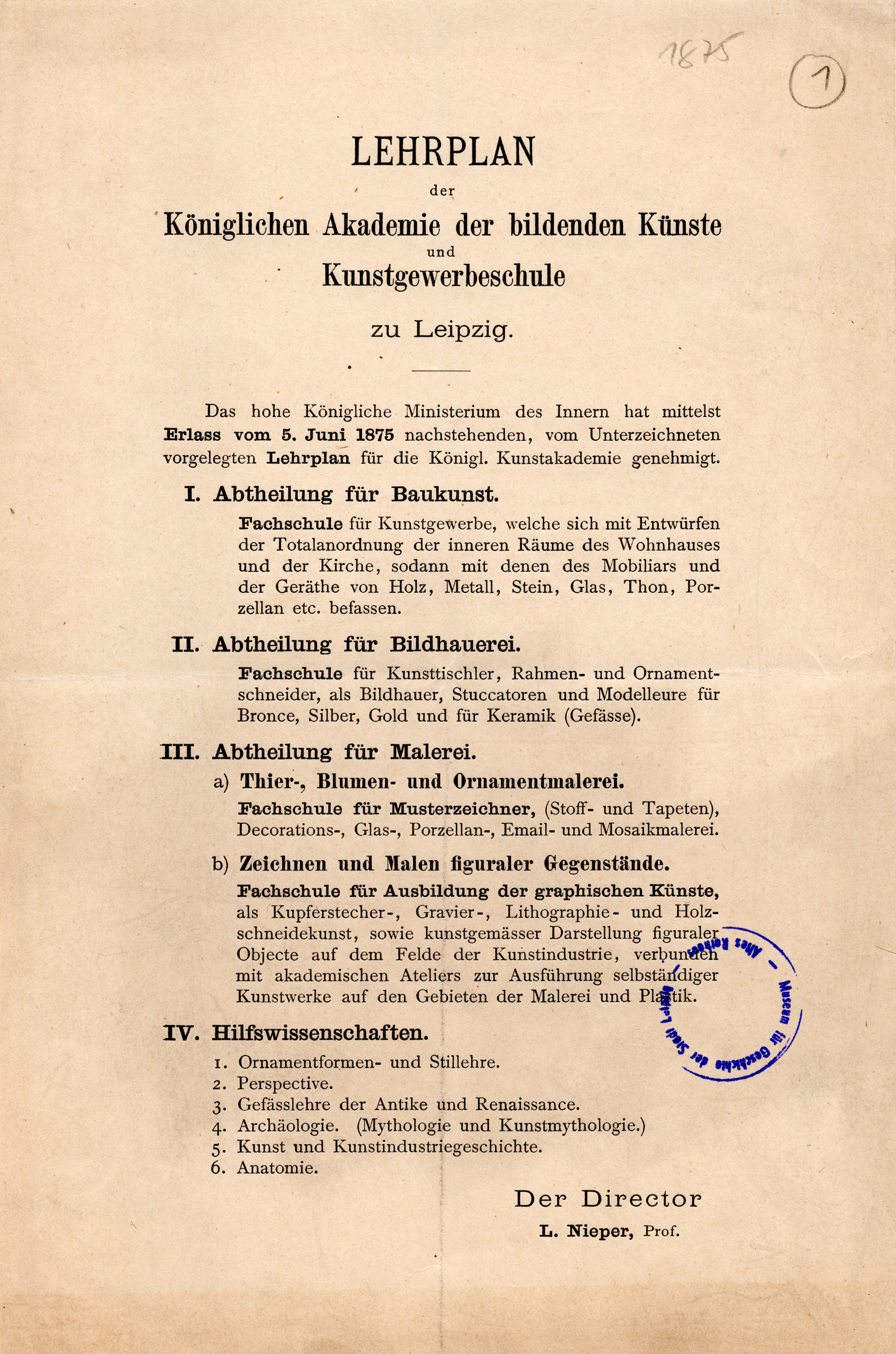
Lehrplan der Kunstakademie mit Abteilung Baukunst, 1875

Die Schülerzahl stieg im zweiten Jahr nach der Eröffnung auf 36 an, im Schuljahr 1862/1863 waren es bereits 70. Zuvor gab es zwischen 1843 und 1845 Umbauten in der Pleißenburg. In dieser Zeit war die Schule interim im Donnerschen Haus unweit des Windmühlentors in der südlichen Vorstadt untergebracht. Anschließend konnte sie im Akademieflügel der Pleißenburg unter anderem über einen größeren Zeichensaal, ein Auditorium, ein Konferenz- und ein Lehrerzimmer, zwei Modellzimmer und ein Bücherkabinett verfügen. Zum 25. Jahrestag der Schule gab man im März 1863 bekannt, dass die Schule bis dahin von 649 offiziellen Schülern besucht wurde, noch im gleichen Jahr ging Albert Geutebrück als Direktor der Baugewerkenschule in den Ruhestand. Unter Geutebrücks Nachfolger Johann Ernst Wilhelm Zocher kam es zu organisatorischen Trennungen von der Kunstakademie, was die bis dahin gemeinsam genutzte Modellsammlung und Bibliothek betraf. Im April 1872 wurde in Dresden die Neuorganisation der sächsischen Baugewerkeschulen festgelegt, in Leipzig gab es von da an in drei Semestern folgende Fächer: Allgemeine Baukunde, Stein- und Holzkonstruktionen, Eisenkonstruktionen, Baugesetze und Veranschlagungen, Heizungs- und Lüftungsanlagen, Formenlehre, Geschichte der Baukunst, architektonisches Zeichnen, Mathematik, Physik, Mechanik, Projektionslehre und Perspektive, Ornamentzeichnen, Feldmessen, Steinschnitt, Deutsche Sprache und Buchhaltung.
Die zeichnerischen Fächer wurden zugunsten der bautechnischen weniger, die fachlichen Anforderungen erhöht. Die Ausbildung richtete sich ab nun vor allem an zukünftige Architekten, Ingenieure und Betreiber von Bau- und Immobilienunternehmen. Das Mindestaufnahmealter wurde auf 16 Jahre heraufgesetzt, Voraussetzungen waren eine einjährige praktische Tätigkeit sowie eine Aufnahmeprüfung in Deutsch und Mathematik. 1876 beklagten die Direktoren der Kunstakademie und der Bauschule die in den Jahren zuvor zugenommene Raumnot in der Pleißenburg, in den Weihnachtsferien bezog die Baugewerkenschule zur Miete sieben Räume in der 4. Städtischen Bezirksschule in der damaligen Yorkstraße. Bereits zwei Jahre später zog man erneut um, dieses Mal in die an der Parthenstraße gelegenen Erdgeschossräume der 1. Realschule. 1877 wurde nach einer Lehrplankonferenz des sächsischen Innenministeriums in Dresden beschlossen, die Unterrichtszeit in den Baugewerkeschulen auf vier Semester zu verlängern, in Leipzig trat diese Neuregelung zum Winter 1878/1879 in Kraft. Im Jahr 1880 hatte die Schule 13 Lehrkräfte, das Schulgeld betrug 30 Mark.
1885 wurde vom sächsischen Innenministerium beschlossen, einen Neubau für die Baugewerksschule, die Kunstakademie und die Amtshauptmannschaft Leipzig zu errichten, als Bauplatz wurde das Gelände an der Wächterstraße zwischen Grassi- und Wilhelm-Seyfferth-Straße ausgewählt. Nachdem zu Ostern 1886 der Mietvertrag in der 1. Realschule auslief, bezog man Räumlichkeiten in der Alten Nikolaischule. Am 15. und 16. Oktober 1888 fand im Krystallpalast eine große Feier anlässlich des 50-jährigen Bestehens statt, ehemalige Schüler stifteten der Einrichtung hierbei einen Jubiläumsfonds über 5.000 Mark. Im Januar 1900 konnte die Schule ihr neues Domizil im Seitenflügel des Neubaus in der Grassistraße beziehen.

### Königlich Sächsische BauschuleundStaatsbauschule Leipzig
1909 wurde alle sächsischen Baugewerkeschulen in Bauschulen umbenannt, ab dem Zeitpunkt hieß die Einrichtung Königlich Sächsische Bauschule Leipzig. Ab Wintersemester 1910/1911 dauerte die Ausbildung fünf Semester. Bereits 1905 wurde eine ganzjährliche Ausbildung eingeführt.  Aufgrund des stetigen Anwachsens der mittlerweile Königliche Akademie für graphische Künste und Buchgewerbe genannten Kunstakademie wurde ein Auszug der Bauschule aus der Grassistraße beschlossen. Die Bauarbeiten für einen Neubau begannen 1910, am 9. Juni 1913 konnte dieser in der damaligen Kaiserin-Augusta-Straße bezogen werden. Bedingt durch den Ersten Weltkrieg wurde im Sommersemester 1918 mit 24 Schülern ein historischer Tiefstand verzeichnet. Danach stiegen die Zahlen wieder an, das Wintersemester 1919/1920 besuchten 308 Schüler.
Ende 1920 wurde die Schule in Sächsische Staatsbauschule Leipzig umbenannt, inhaltlich wandte man sich von der Architektur zunehmend dem Ingenieurwesen zu. 1922 wurden die neuen Fächer Bürgerkunde und Volkswirtschaftslehre in die Ausbildung aufgenommen. Im Wintersemester 1926/1927 wurde Sportunterricht eingeführt, zur gleichen Zeit wurde ein etwa 20-köpfiges Schulorchester gegründet. Eine Zäsur in der Geschichte der Einrichtung gab es 1930: Gemäß einer Verordnung des sächsischen Wirtschaftsministeriums von 25. Mai 1929 wurden im Jahr darauf erstmals Abschlussprüfungen zum Ende des fünften Semester durchgeführt. Zuvor gab es lediglich Abschlusszeugnisse mit Benotungen. 1933 wurden die Fächer Rassenkunde und Eugenik in Gewerbehygiene eingeführt. Im Januar 1934 wurde in der Bauschule eine Abteilung für Tiefbau gegründet, ab 1937 trug die die Einrichtung den offiziellen Namen Staatsbauschule Leipzig. Höhere technische Staats-Lehranstalt für Hoch- und Tiefbau, als Kurzbezeichnung Staatsbauschule für Hoch- und Tiefbau Leipzig. Im gleichen Jahr wurde die Fachrichtung Stahlbau eingerichtet. 1938 gab es Lehrveranstaltungen zu folgenden Themen: Hochbau, Tiefbau, Hilfswissenschaften, Freihandzeichnen, Modellieren sowie Heizung und Lüftung. Während der Luftangriffe auf Leipzig wurde das Hauptgebäude 1943 stark zerstört, bis zum Kriegsende 1945 wurde der Schulbetrieb aufrechterhalten. Am 1. Oktober 1945 wurde gemäß der Anordnung im Informationsblatt. Amtliches Nachrichtenblatt der Stadtverwaltung Leipzig und des Landrates zu Leipzig Nr. 36 vom 23. September der Unterricht in der Staatsbauschule wieder aufgenommen.

### Ingenieurschule für Bauwesen Leipzig
Am 15. Dezember 1947 wurde die Ingenieurschule für Bauwesen Leipzig (später Ingenieurschule Leipzig – Fachschule für Bauwesen) als Nachfolgeeinrichtung der Staatsbauschule Leipzig mit Außenstellen in Halle (Saale) und Chemnitz – damals Karl-Marx-Stadt – eröffnet. Die Ausbildung der maximal 300 Studierenden dauerte sechs Semester. Am 10. Februar 1954 wurde die Leipziger Hochschule für Bauwesen gegründet, die das Gebäude der Ingenieurschule übernahm. Zunächst nutzten beide Institutionen noch das Haus gemeinsam, dann wurde die Ingenieurschule in einem Gebäudekomplex in der Raschwitzer Straße untergebracht. Bis 1963 wurden die Fachrichtungen Hochbau, Tiefbau, Allgemeiner Ingenieurbau, Architektur, Stahlbeton, Stahlbau, Bauwirtschaft und Industriebau angeboten, ab 1964 nur noch die Studiengänge in Hoch- und Tiefbau sowie Ingenieurökonomie. Bis 1964 bestand die Möglichkeit, eine Meisterausbildung in Form eines Abendstudiums zu absolvieren. Zwischen 1957 und 1975 wurden zahlreiche ausländische Studenten immatrikuliert. Die Ingenieurschule wurde 1994 als staatliche Schule aufgelöst und ging in private Trägerschaft über.

## Schulbezeichnungen
- 1839–1909: Königlich-Sächsische Baugewerkenschule Leipzig
- 1909–1920: Königlich Sächsische Bauschule Leipzig
- 1920–1936: Sächsische Staatsbauschule Leipzig
- 1936–1947: Staatsbauschule Leipzig. Höhere technische Staats-Lehranstalt für Hoch- und Tiefbau, Kurzbezeichnung: Staatsbauschule für Hoch- und Tiefbau Leipzig
- 1947–1953: Ingenieurschule für Bauwesen Leipzig
- 1953–1994: Ingenieurschule Leipzig – Fachschule für Bauwesen[29]

## Standorte
- 1838–1876: Pleißenburg
- 1876–1878: 4. Städtische Bezirksschule (Yorkstraße 2–4, heute Erich-Weinert-Straße[31])
- 1878–1886: 1. Realschule (Nordstraße 37 / Ecke Parthestraße)
- 1886–1900: Alte Nikolaischule
- 1900–1913: Neubau Grassistraße 3 / Ecke Wächterstraße (heute HGB Leipzig)
- 1913–um 1954: Neubau Kaiserin-Augusta-Straße 32, heute Richard-Lehmann-Straße / Ecke Karl-Liebknecht-Straße (heute HTWK Leipzig)
- um 1954–1994: Raschwitzer Straße 15

Standorte
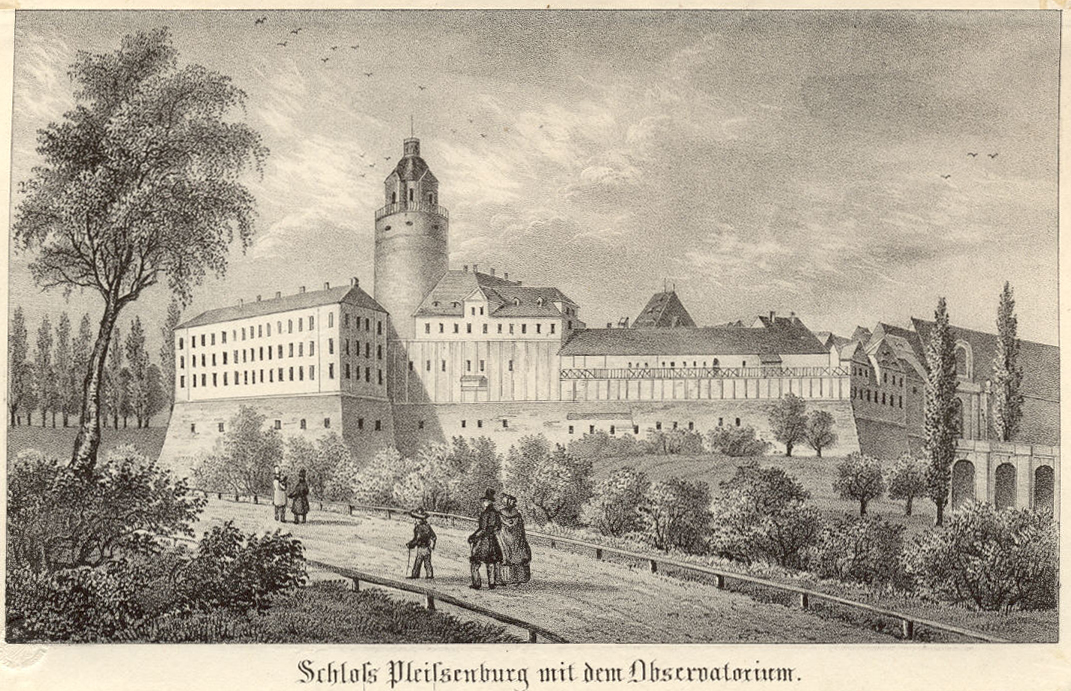
1838–1876: Pleißenburg
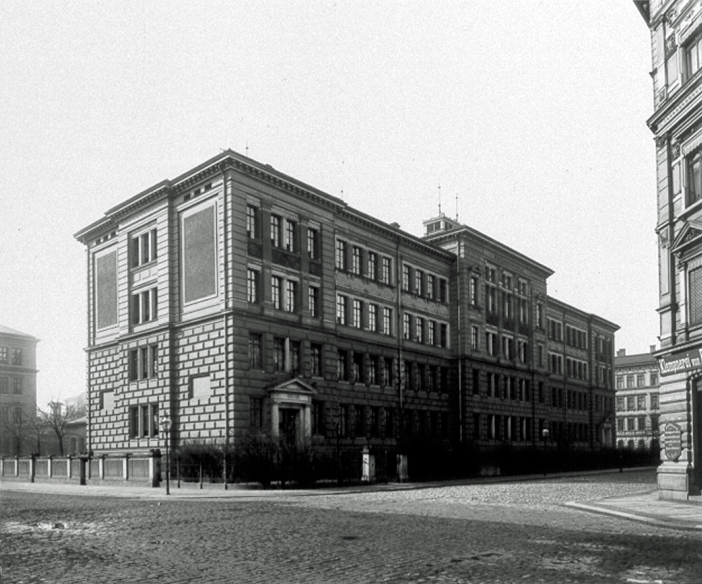
1876–1878: 4. Städtische Bezirksschule
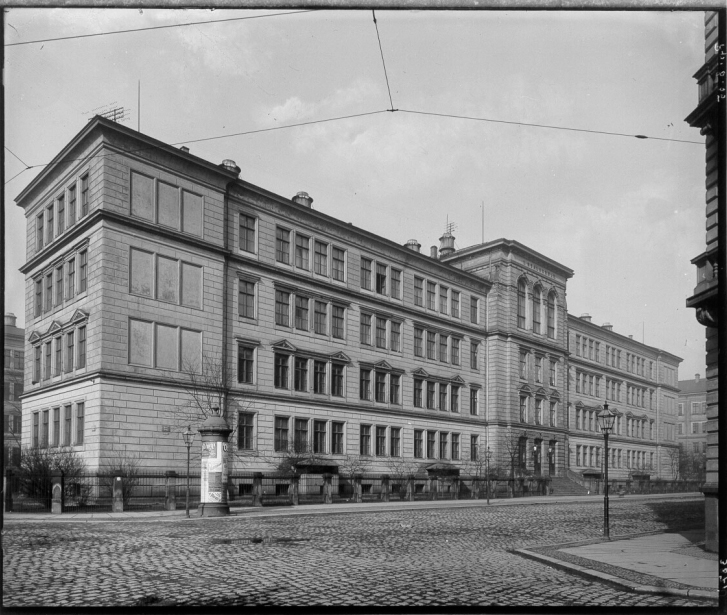
1878–1886: 1. Realschule Leipzig
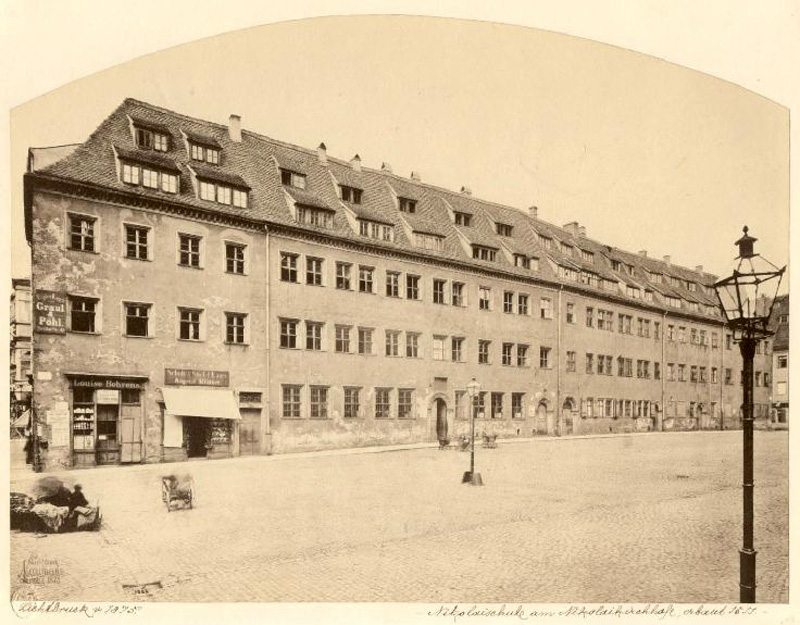
1886–1900: Alte Nikolaischule
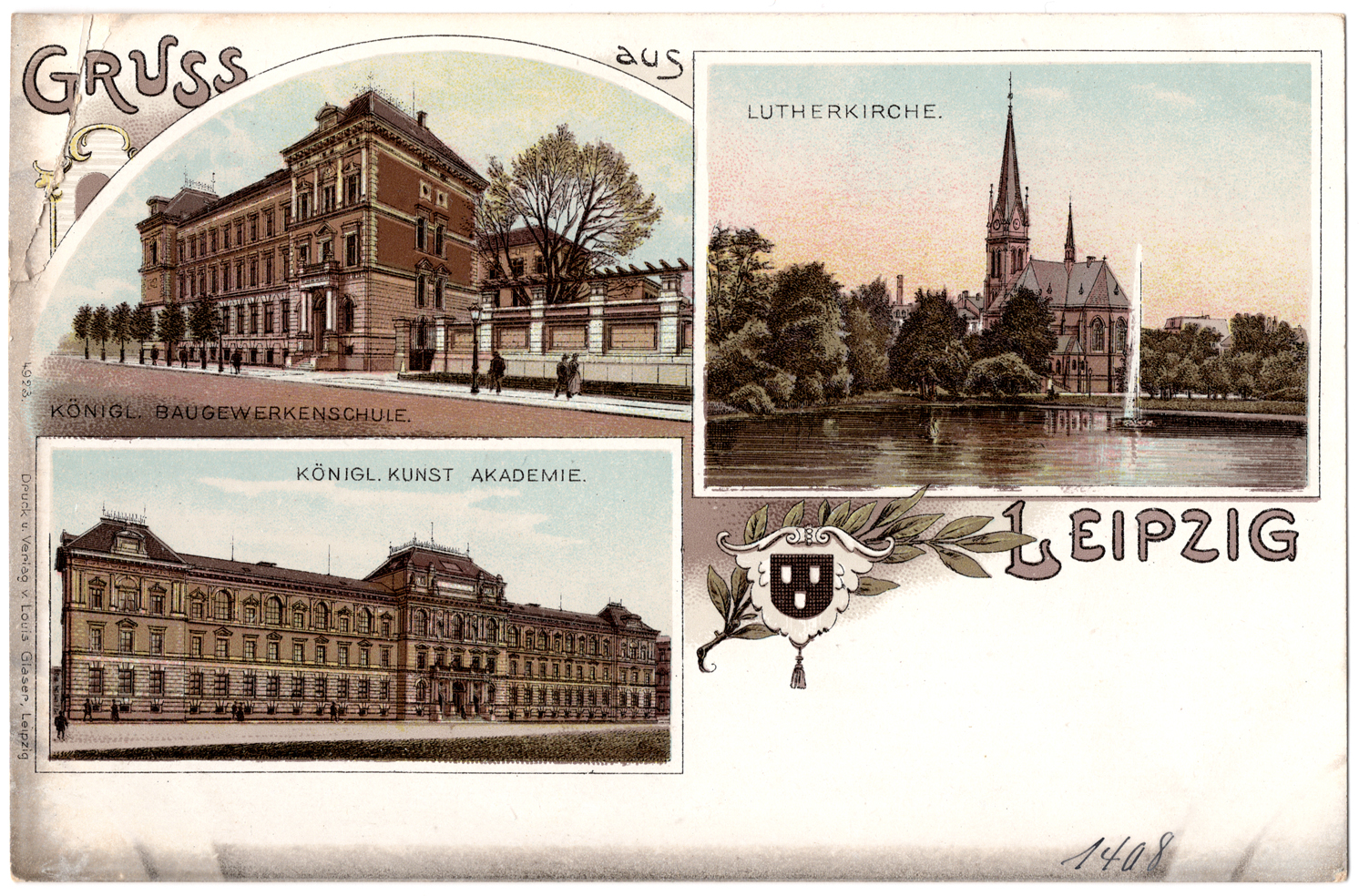
1900–1913: Neubau Grassistraße / Wächterstraße
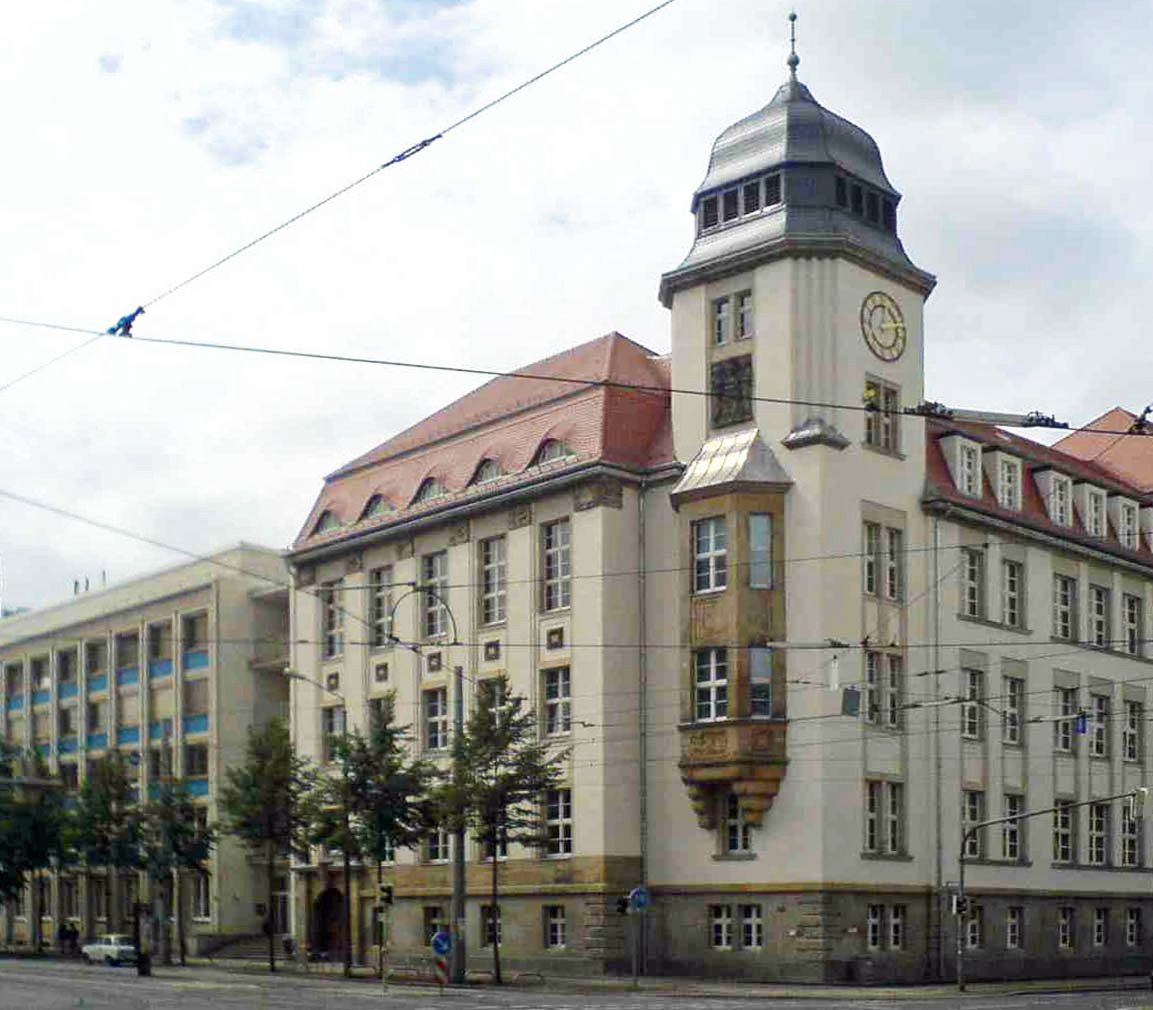
1913–um 1954: Neubau Kaiserin-Augusta-Straße 32

## Bekannte Direktoren und Lehrende (Auswahl)
- Albert Geutebrück (1801–1868), Direktor 1838–1863
- Lorenz Clasen (1812–1899), Lehrer 1879–1890
- Johann Ernst Wilhelm Zocher (1812–1881), Lehrer 1840–1863, Direktor 1863–1876
- Constantin Lipsius (1832–1894), Direktor 1876–1881
- August Friedrich Viehweger (1836–1919), Lehrer 1864–1898
- Max Bösenberg (1847–1918), Lehrer ab 1877
- Franz Stade (1855–1942), Lehrer, Rektor 1911–1923[32]
- Paul Richter (1859–1944), Lehrer 1888–1923[21]
- Heinrich Tscharmann (1859–1932), Lehrer 1898[16]
- Hans Blüthgen (1885–1966), Lehrer ab 1919[19]
- Johannes Göldel (1891-nach 1946), Lehrer ab 1926[33]

Quelle:
Mehrere Lehrer waren zuvor auch Schüler der Einrichtung.

## Bekannte Schüler (Auswahl)
- Otto Brückwald (1841–1917)
- Max Pommer (1847–1915)
- Clemens Thieme (1861–1945)
- Fritz Drechsler (1861–1922)
- Emil Franz Hänsel (1870–1943)
- Otto Paul Burghardt (1875–1959)
- Kurt Herrmann (1888–1959)
- Otto Fischbeck (1893–1970)[35]

Quelle:

## Bedeutung in der Geschichte von technischen Bildungseinrichtungen in Leipzig
Die Königlich-Sächsische Baugewerkenschule Leipzig war die erste reine technische Bildungseinrichtung in Leipzig. Sie stand in keinem direkten Zusammenhang mit der Hochschule für Bauwesen Leipzig (gegründet 1954) und der Ingenieurhochschule Leipzig (gegründet 1969), die 1977 zur Technischen Hochschule Leipzig vereint wurden und aus der später die HTWK Leipzig hervorging. 
Die HTWK Leipzig ist kein Rechtsnachfolger der Ingenieurschule für Bauwesen sowie ihrer Vorgängereinrichtungen.